# Берючевский, Алексей Алексеевич
Алексей Алексеевич Берючевский (1 июля 1940 — 14 сентября 2012, Казань) — советский футболист, нападающий, футбольный тренер.

## Биография
Начал выступать на взрослом уровне в 1958 году в составе казанской «Искры» в классе «Б», провёл в команде три неполных сезона. В 1960 году играл за «Прогресс» (Зеленодольск), затем проходил военную службу и выступал за команду Приволжского военного округа.
В 1964 году оказался в составе клуба высшей лиги «Крылья Советов» (Куйбышев). Дебютный матч за клуб сыграл 11 июня 1964 года в Кубке СССР против донецкого «Шахтёра» (2:1) и отличился в нём голом. По итогам сезона команда стала финалистом Кубка. Первый матч в классе «А» сыграл 15 июня, также против «Шахтёра». Всего в высшей лиге сыграл два матча.
С лета 1964 года в течение четырёх сезонов снова выступал за казанский клуб, с 1965 года носивший название «Рубин». В 1965 году стал серебряным призёром первенства РСФСР среди команд класса «Б». В начале 1966 года стал автором первого гола «Рубина» во второй группе класса «А» в игре со «Спартаком» (Нальчик). В общей сложности за казанский клуб сыграл в первенствах СССР 170 матчей и забил 43 гола.
В последние годы карьеры выступал за «Автомобилист» (Житомир) и «Нефтяник» (Бугульма).
После окончания игровой карьеры работал в «Рубине» тренером. В 1978—1979 годах — главный тренер.
Скончался в Казани 14 сентября 2012 года на 73-м году жизни.